# 京都市立洛水中学校
京都市立洛水中学校（きょうとしりつ らくすいちゅうがっこう）は、京都府京都市伏見区横大路竜ヶ池に位置する公立中学校。